# Brothers in Arms (album)
Pour les articles homonymes, voir Brothers in Arms.
Albums de Dire Straits
Alchemy
(1984) On Every Street
(1991)
Singles
1. So Far Away
Sortie : 8 avril 1985
2. Money for Nothing
Sortie : 24 juin 1985
3. Brothers in Arms
Sortie : 14 octobre 1985
4. Walk of Life
Sortie : 30 décembre 1985
5. Your Latest Trick
Sortie : 21 avril 1986

Brothers in Arms est le cinquième album studio du groupe rock britannique Dire Straits, sorti en 1985.

## Historique
La qualité technique de cet album, qui joue beaucoup sur les effets de dynamique entre sons forts et sons faibles, en fait un moyen très utilisé de promotion des lecteurs CD pendant les deux ans qui suivront sa sortie. Il est en outre à ce jour un titre phare du format Super Audio CD, sous lequel il fut remasterisé et réédité en 2003 (il s'agit d'un Super Audio CD hybride, par conséquent lisible en qualité Compact Disc par toute platine CD conventionnelle, incapable de reproduire la piste haute définition Super Audio CD). Pour cause d'un manque de place sur la face 1 des éditions vinyles, tous les titres de la face A sont écourtés sauf Walk of Life (voir indication ci-dessous).
Il contient de nombreuses chansons qui sont désormais considérées comme des incontournables de Dire Straits :
- Money for Nothing, avec son célèbre riff de guitare et l'apparition de Sting dans le refrain et les chœurs, ceux-ci valurent à ce dernier d'être crédité dans l'écriture de la chanson ; Mark Knopfler a d'ailleurs joué Money for Nothing en compagnie de Sting, d'Eric Clapton et Phil Collins lors du concert caritatif Music for Montserrat (1997) ;
- Your Latest Trick, restée dans les mémoires pour sa mélodie jouée au saxophone par Michael Brecker en studio et Chris White lors des deux tournées qui ont suivi ;
- la chanson-titre Brothers in Arms est une dénonciation virulente de la guerre, avec un son planant, fortement influencé par Pink Floyd et en particulier de l'utilisation de l'orgue Hammond. L'une des interprétations les plus marquantes de Brothers in Arms fut sans doute celle du concert Music for Montserrat (1997), avec la présence d'un orchestre symphonique et d'un chœur.

## Réception
L'album a été no 1 au Royaume-Uni durant 14 semaines non-consécutives en 1985 et 1986. En Australie, l'album reste à la première place durant 34 semaines. En 2025, un seul album a fait mieux, la bande origine du film La Mélodie du bonheur (The Sound of Music), dans les années 1960. C'est, de loin, le plus grand succès du groupe, et l'un des albums s'étant le plus vendu au monde, avec plus de 30 millions d'exemplaires écoulés. En France, l'album s'est vendu à 1 995 300 exemplaires. 
En 2003, il est classé par le magazine musical Rolling Stone au 351e rang des 500 plus grands albums de tous les temps, et au 352e rang du classement 2012. Il fait également partie de la liste de Robert Dimery des 1001 albums qu'il faut avoir écoutés dans sa vie.
L'album (source en 2025) s'est vendu à plus de 31 millions à travers le monde dont plus de 10 millions aux US, 2 millions en France, 4,8 millions au Royaume-Uni, 1,3 million en Australie, 2 millions au Canada, 1 million au Brésil, 2 millions en Allemagne[réf. nécessaire].
Pour son quarantième anniversaire, une nouvelle édition de l'album sort en mai 2025 ; l'album retourne dans le top 10 au Royaume-Uni, à la 8e place. L'album cumule alors dans les charts britanniques 272 semaines de présence. Il fait partie des dix meilleures ventes d'albums dans ce pays, avec à cette date 4 739 462 équivalents ventes (prenant en compte les ventes physiques, les téléchargements et le streaming),.

## Titres

### Listes des chansons
Toutes les chansons sont de Mark Knopfler, sauf indication contraire.
| No | Titre                               | Durée |
| -- | ----------------------------------- | ----- |
| 1. | So Far Away                         | 5:12  |
| 2. | Money for Nothing (Knopfler, Sting) | 8:26  |
| 3. | Walk of Life                        | 4:13  |
| 4. | Your Latest Trick                   | 6:34  |
| 5. | Why Worry                           | 8:31  |
| 6. | Ride Across the River               | 6:58  |
| 7. | The Man's too Strong                | 4:40  |
| 8. | One World                           | 3:41  |
| 9. | Brothers in Arms                    | 7:00  |

### Listes des chansons du vinyle
| 1. | So Far Away       | 4:00 |
| 2. | Money for Nothing | 7:04 |
| 3. | Walk of Life      | 4:13 |
| 4. | Your Latest Trick | 4:39 |
| 5. | Why Worry         | 5:26 |

| 1. | Ride Across The River | 6:58 |
| 2. | The Man's Too Strong  | 4:40 |
| 3. | One World             | 3:41 |
| 4. | Brothers in Arms      | 7:00 |

## Musiciens
Selon les notes inscrites dans le livret inclus avec l'album :
Dire Straits
- Mark Knopfler : guitare, chant
- John Illsley : basse sauf sur One World et Why Worry, chœurs
- Alan Clark : claviers
- Guy Fletcher : claviers, chœurs
- Terry Williams : batterie, intro de batterie sur Money for Nothing.

Musiciens additionnels
- Malcolm Duncan : saxophone
- Michael Brecker : saxophone sur Your Latest Trick
- Randy Brecker : trompette sur Your Latest Trick
- Dave Plews : trompette
- Jack Sonni : guitare synthétiseur sur The man's too strong
- Tony Levin : Chapman Stick sur Why Worry
- Neil Jason : basse sur One World
- Mike Mainieri : marimba sur Love over Gold, vibraphone sur Why Worry, chœurs sur Brothers in Arms
- Sting : chœurs sur Money for Nothing
- Omar Hakim : batterie sur Money for Nothing
- Jimmy Maelen : percussions

Production
- Mark Knopfler – production
- Neil Dorfsman – production, ingénieur, mixage
- Dave Greenberg – assistant ingénieur
- Steve Jackson – assistant ingénieur
- Bruce Lampcov – assistant ingénieur
- Bob Ludwig – mastering à Masterdisk, (New York City)
- John Dent – mastering à The Sound Clinic, (Londres)
- Thomas Steyer – design de la jaquette
- Sutton Cooper – conception du design de la jaquette
- Deborah Feingold – photographie

## Charts et certifications
| Pays             | Durée du classement | Meilleur classement |
| ---------------- | ------------------- | ------------------- |
| Allemagne        | 130 semaines        | 1er                 |
| Autriche         | 82 semaines         | 1er                 |
| Canada           | 65 semaines         | 1er                 |
| États-Unis       | 97 semaines         | 1er                 |
| France           | 76 semaines         | 1er                 |
| Italie           | -                   | 4e                  |
| Norvège          | 49 semaines         | 1er                 |
| Nouvelle-Zélande | 106 semaines        | 1er                 |
| Pays-Bas         | 269 semaines        | 1er                 |
| Royaume-Uni      | 271 semaines        | 1er                 |
| Suède            | 31 semaines         | 1er                 |
| Suisse           | 75 semaines         | 1er                 |

| Pays             | Certification | Ventes      | Date       |
| ---------------- | ------------- | ----------- | ---------- |
| Allemagne        | Platine       | 500 000 +   | 1985       |
| Argentine        | Or            | 30 000 +    | 01/12/1989 |
| Australie        | 17 × Platine  | 1 190 000 + | 2009       |
| Autriche         | 4 × Platine   | 200 000 +   | 25/01/1994 |
| Canada           | Diamant       | 1 000 000+  | 23/04/1986 |
| Danemark         | 5 × Platine   | 100 000 +   | 01/05/2018 |
| Espagne          | 3 × Platine   | 300 000 +   |            |
| États-Unis       | 9 × Platine   | 9 000 000 + | 07/08/1996 |
| Finlande         | 2 × Platine   | 116 000 +   | 1997       |
| France           | Diamant       | 1 000 000 + | 31/08/1994 |
| Italie           | Or            | 50 000 +    | 2013       |
| Nouvelle-Zélande | 24 × Platine  | 360 000 +   |            |
| Royaume-Uni      | 14 × Platine  | 4 200 000 + | 05/02/2016 |
| Suède            | Or            | 50 000 +    | 2002       |
| Suisse           | Diamant       | 500 000 +   | 1989       |

### Charts singles
| Date | Single            | Chart                  | Durée du classement | Position |
| ---- | ----------------- | ---------------------- | ------------------- | -------- |
| 1985 | So Far Away       | Hot 100                | 14 semaines         | 19e      |
| 1985 | So Far Away       | Mainstream Rock Tracks | 13 semaines         | 29e      |
| 1985 | So Far Away       | Adult Contemporary     | 13 semaines         | 3e       |
| 1985 | So Far Away       | (V) Ultratop           | 7 semaines          | 21e      |
| 1985 | So Far Away       | RPM Top Singles        | 12 semaines         | 24e      |
| 1985 | So Far Away       | Top 100                | 8 semaines          | 20e      |
| 1985 | So Far Away       | VG-lista               | 11 semaines         | 4e       |
| 1985 | So Far Away       | RMNZ Singles Top40     | 12 semaines         | 25e      |
| 1985 | So Far Away       | Mega Top 50            | 6 semaines          | 23e      |
| 1985 | So Far Away       | UK Singles Chart       | 6 semaines          | 20e      |
| 1985 | So Far Away       | Sverigetopplistan      | 5 semaines          | 7e       |
| 1985 | So Far Away       | Schweizer Hitparade    | 12 semaines         | 6e       |
| 1985 | Money for Nothing | Hot 100                | 14 semaines         | 19e      |
| 1985 | Money for Nothing | Mainstream Rock Tracks | 20 semaines         | 1er      |
| 1985 | Money for Nothing | Single Top 100         | 15 semaines         | 19e      |
| 1985 | Money for Nothing | Ö3 Austria Top 40      | 10 semaines         | 7e       |
| 1985 | Money for Nothing | (V) Ultratop           | 3 semaines          | 38e      |
| 1985 | Money for Nothing | RPM Top Singles        | 19 semaines         | 1er      |
| 1985 | Money for Nothing | Top 100                | 27 semaines         | 6e       |
| 1985 | Money for Nothing | RMNZ Singles Top40     | 27 semaines         | 4e       |
| 1985 | Money for Nothing | Mega Top 50            | 5 semaines          | 35e      |
| 1985 | Money for Nothing | UK Singles Chart       | 16 semaines         | 4e       |
| 1985 | Money for Nothing | Schweizer Hitparade    | 3 semaines          | 22e      |
| 1985 | Brothers in Arms  | UK Singles Chart       | 13 semaines         | 16e      |
| 1986 | Brothers in Arms  | RMNZ Singles Top40     | 13 semaines         | 5e       |
| 1988 | Brothers in Arms  | Mega Top 50            | 4 semaines          | 56e      |
| 1986 | Walk of Life      | Hot 100                | 14 semaines         | 19e      |
| 1986 | Walk of Life      | Mainstream Rock Tracks | 28 semaines         | 6e       |
| 1986 | Walk of Life      | Adult Contemporary     | 17 semaines         | 4e       |
| 1986 | Walk of Life      | Single Top 100         | 13 semaines         | 15e      |
| 1986 | Walk of Life      | Ö3 Austria Top 40      | 14 semaines         | 18e      |
| 1986 | Walk of Life      | (V) Ultratop           | 3 semaines          | 32e      |
| 1986 | Walk of Life      | RPM Top Singles        | 19 semaines         | 7e       |
| 1986 | Walk of Life      | Top 100                | 14 semaines         | 42e      |
| 1986 | Walk of Life      | RMNZ Singles Top40     | 14 semaines         | 3e       |
| 1986 | Walk of Life      | Mega Top 50            | 13 semaines         | 17e      |
| 1986 | Walk of Life      | UK Singles Chart       | 12 semaines         | 2e       |
| 1986 | Walk of Life      | Schweizer Hitparade    | 4 semaines          | 24e      |
| 1986 | Your Latest Trick | UK Singles Chart       | 6 semaines          | 26e      |
| 1986 | Your Latest Trick | RMNZ Singles Top40     | 2 semaines          | 47e      |
| 1993 | Your Latest Trick | Top 100                | 21 semaines         | 1er      |